# Dům pod půlměsícem
Dům pod půlměsícem (Casa sotto la luna) je sochařské dílo nacházející se v Sobotce. Autorem je italský umělec Claudio Parmiggiani. Je tvořeno dvanácti cihlovými stěnami uspořádanými do soustředných kružnic. Stojí v městském parku s výhledem na kopec, na němž stojí barokní zámeček Humprecht se zlatým půlměsícem na střeše. Dílo bylo slavnostně odhaleno 19. října 1991.
Umělecké dílo mělo podle představy jeho autora splynout s okolním prostorem. Claudio Parmiggiani do života stavby dále nezasahoval, Českou republiku od té doby navštívil jen jednou, v roce 1998. Stavba vytvořená z pálených cihel však pod vlivem místních klimatickým podmínek zchátrala. V letech 2015 až 2016 byla stavba rekonstruována. Původní stavba byla stržena a znova postavena její věrné kopie. Ta byla postavena z pálených lícových cihel a zpevněna ocelovými výztužemi. Stavba byla doplněna osvětlením a je nadále volně přístupná návštěvníkům. Je také oblíbeným místem konání společenských akcí v Sobotce.

## Una scultura
Dům pod půlměsícem je součástí rozsáhlejšího díla Una Scultura, které vznikalo v rozmezí let 1975 až 1991 z pálených cihel. Dílo tvoří ještě další tři stavby – La Torre ve Francii, Clavis v Itálii a Pietra v Egyptě, které jsou orientovány podle světových stran. Jednotlivé stavby jsou autorovým určením bodů vesmíru, každá má odlišný význam a vyzývá návštěvníka, aby podnikl cestu k ostatním objektům. Claudio Parmiggiani chce návštěvníka vést k rozproudění myšlenek, proto často u staveb není možné najít popisek či vysvětlení.

### Čtyři stavby
- Clavis (Klíč) – stavba byla postavena v italském Collebeatu u Brescie v roce 1975 a představuje sever. Stavba svým tvarem připomíná klíč. Dle autora je to klíč od brány k jiným světům a průchodnost této stavby odkazuje na funkci prstenů zemřelých Římanů.
- La grande Pietra (Kámen) na egyptském Fisherově ostrově pochází z roku 1983 a představuje jih. Svým tvarem připomíná egyptský sarkofág, v jehož středu dominuje spirála. Autor použil barevnou symboliku červené, černé a bílé na schodech při vstupu do stavby.
- La Torre (Věž) na pozemku francouzského zámku Saint-Géry u Albi pochází z roku 1985 a představuje západ. Stavba je ukryta pod stromy a návštěvníkovi je zcela nepřístupná. Je sestavena ze soustředných geometrických tvarů – kruhu, čtverce, kruhu a trojúhelníku a nikde není žádný otvor. Soustřednost stěn lze vidět pouze shora.
- Dům pod půlměsícem vznikl v roce 1991 jako závěrečné dílo celého projektu a představuje východ. Tvar objektu odkazuje k maltézskému kříži a směřování ke všem světovým stranám. Návštěvník prochází mezerami mezi stěnami do prostředního kruhu, kde je italský nápis Siate Misteriosi – Buďte tajemní. Průhledem v kříži lze spatřit půlměsíc na špičce zámečku Humprecht.[3][4]